# هتل و کازینوی صحرا
هتل و کازینوی صحرا (به انگلیسی: Sahara Hotel and Casino) نام یک هتل و کازینوی سابقه‌دار در شهر لاس وگاس در آمریکا است.

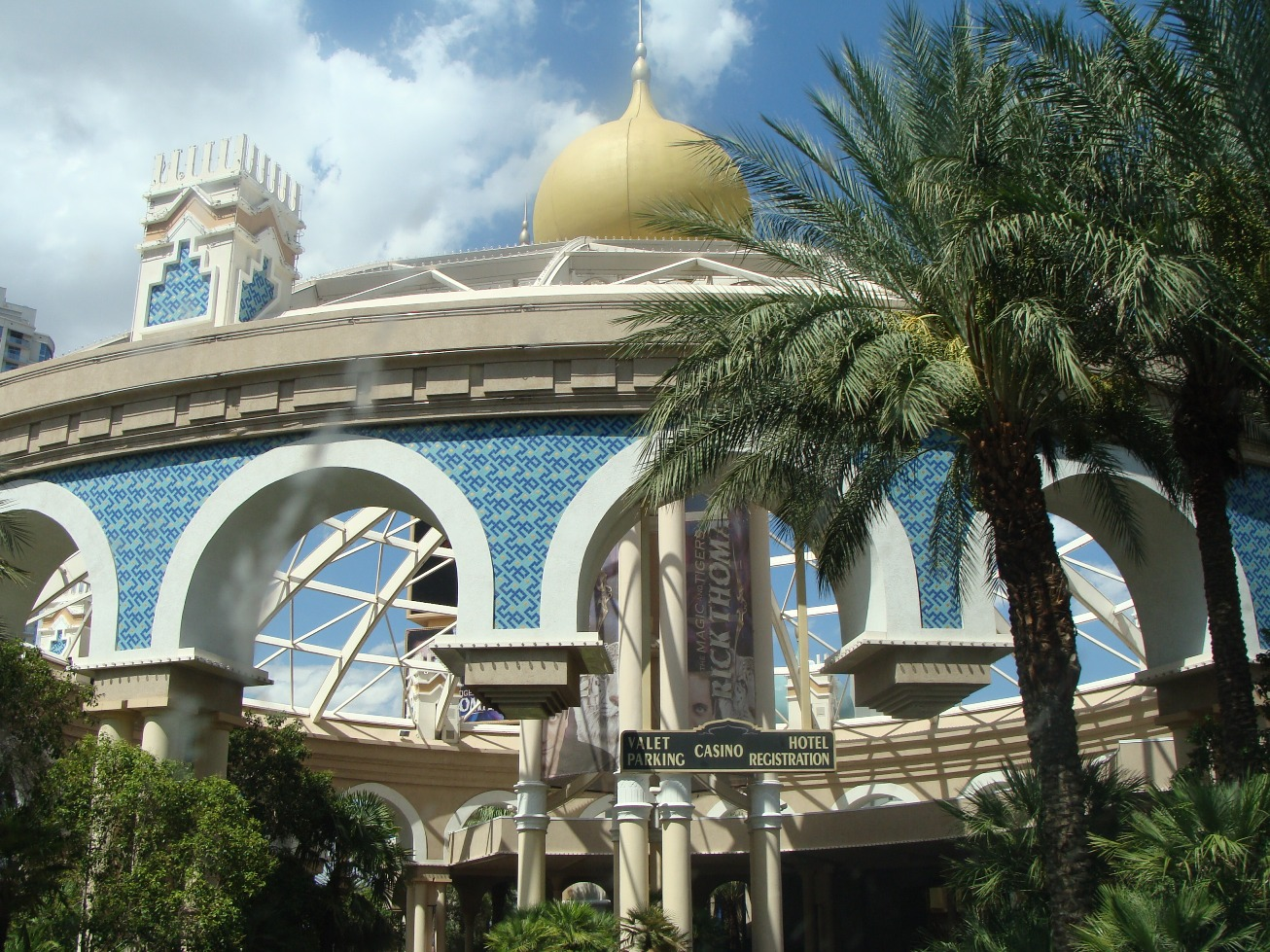
ورودی هتل از روی بنای قدس در فلسطین الگوبرداری شده است.